# Angerona subsordiata
Angerona subsordiata är en fjärilsart som beskrevs av Inoue 1942. Angerona subsordiata ingår i släktet Angerona och familjen mätare. Inga underarter finns listade i Catalogue of Life.